# Системи плаћања за е-трговину
Системи плаћања за е-трговину (енгл. e-commerce payment system или electronic payment system) омогућавају прихватање електронских плаћања за офлајн трансфере. Познати као поткомпонента електронске размене података (EDI), системи плаћања за електронску трговину постали су све популарнији због шире употребе интернет куповине и банкарства.
Системи плаћања у е-трговини често користе „B2B“ модел. Значајна брига током процеса плаћања трансакција у овиру традиционалног „B2B“ модела електронске трговине представљају: безбедност информација о купцима, безбедност пословних информација и безбедност базе података о плаћањима. За већину платних система који су доступни на Интернету, основна аутентификација (финансијске институције која прима уплату), интегритет података и поверљивост електронских информација које се размењују преко јавне мреже захтевају добијање сертификата од овлашћеног сертификационог тела (CA), које обезбеђује инфраструктуру јавних кључева (PKI).
Веб сајт усмерен на кориснике мора бити пажљиво програмиран како би се избегло цурење осетљивих података и како би се заштитили корисници од потенцијалне крађе идентитета.
Иако се кредитне картице широко користе у Северној Америци, многе земље попут Кине и Индије и даље се суочавају са изазовима у погледу безбедности кредитних картица. Повећане мере безбедности укључују коришћење броја за верификацију картице (CVC), који открива преваре поређењем верификационог броја одштампаног на задњој страни картице са информацијама које се налазе у бази података банке која је издала картицу.
Постоје компаније које су специјализоване за финансијске трансакције преко Интернета. Неке од њих су „Stripe“ за обраду кредитних картица, „Smartpay“ за директна онлајн плаћања између банака и „PayPal“ за алтернативне методе плаћања при завршетку куповине. Многе од ових компанија омогућавају корисницима да брзо отворе налог и пренесу средства између својих онлајн рачуна и традиционалних банковних рачуна, обично путем аутоматизованих трансакција.

## Типови електронских система плаћања
Електронска трговина поставља строге захтеве у односу на систем плаћања, Електронски системи плаћања морају бити згодни за куповину на Веб-у, преносиви кроз мрежу, довољно јаки да спрече електронске сметње и трошковно исплативи за јако мале вредности трансакција.
Електронски системи плаћања на Интернету се могу поделити:
- системи плаћања путем платних картица;
- системи плаћања путем електронских чекова;
- системи плаћања засновани на финансијском посредовању;
- системи који користе електронске новчанике;
- системи плаћања путем ваучера;
- системи који користе криптовалуте.

### Електронски системи плаћања засновани на платним картицама
Паметна картица је микрорачунар величине стандардне банкарске картице која у себи садржи:
- једно или више интегрисаних кола, међу којима се нализи и микропроцесор;
- меморију типа „EPROM“ или „EEPROM“ за смештање програма и података;
- кориснички интерфејс.

Паметна картица (интелигентна замена за новац) је пластифицирана картица која има уграђен чип са интегрисаним колом. Она омогућава меморисање података и одређена израчунавања.
Системи платних картица су били у употреби неколико деценија пре појаве Интернета. Међутим, они су се показали као технички веома погодно решење и за обављање платних трансакција на Интернету. Корисници су на тај начин у могућности да готово тренутно изврше плаћање директно са свог банкарског рачуна. Ови системи су у могућности да обаве трансакцију за само неколико секунди, независно од локације на којој се налази купац. 
У почетку су потрошачи били прилично обазриви приликом коришћења платних картица за плаћање на интернету, због страха од евентуалне крађе бројева картица. Међутим, последњих година овај вид Интернет плаћања је постао доминантан начин куповине на Интернету, захваљујући повећању сигурности онлајн куповине у индустрији платних картица.
Плаћање платним картицама на Интернету се обавља тако што се посредством Интернет платних процесора (енг. IPG – Internet Payment Gateway) налози за плаћањем са Интернет странице упућују кроз систем платних картица ка банци у којој се налази рачун купца. Наиме, након избора производа који су предмет Интернет куповине, тј. попуњавања виртуелне потрошачке корпе на Интернет сајту трговца, купац се преусмерава на Интернет страницу платног процесора трговца, где се уносе подаци о платној картици (број картице, датум важности и код за верификацију картице). Платни налози за плаћањем упућени са странице трговца конвертују се у стандардне поруке картичних система и пошаљу кроз систем платних картица.
На тај начин је омогућено задуживање банкарског рачуна купца у корист рачуна трговца. Након добијене потврде о извршеном плаћању трговац испоручује робу или купцу пружа услугу која је била предмет куповине. Електронски системи платних процесора могу бити интегрисани са страницом трговца као софтверски модули, или се могу налазити на посебном Интернет сајту. Да би смањили трошкове Интернет сајтови са великим прометом и бројем платних Интернет трансакција функцију платног процесирања оваквих трансакција обављају углавном сами, док мањи Интернет трговци користе специјализоване компаније које им пружају те услуге. Да би се обављала функција платног процесирања, или било која активност у вези са обрадом, чувањем или прослеђивањем података са платних картица, мора бити задовољен низ сигурносних прописа. Ови прописи дефинисани су стандардом „PCI DSS“ (енг. Payment Card Industry Data Security Standard). Овај стандард дефинише низ техничких и оперативних захтева, који морају бити примењени, а да би се избегле злоупотребе и евентуални сигурносни проблеми.
Да би потенцијални купац био у могућности да користи платну картицу за плаћање на Интернету потребно је да поседује рачун у некој банци, кредитни или дебитни, и да му банка изда одговарајућу платну картицу. Картице могу бити везане за текући рачун, девизни, или за наменски рачун. У случају наменског рачуна пракса је да се кориснику издаје тзв. виртуелна картица, чија је употреба ограничена искључиво на Интернет, и не може се обављати на банкоматима или класичним продајним местима. На овај начин се смањује штета приликом евентуалне крађе бројева са картице, јер у случају злоупотребе нису изложена сва средства са текућег или кредитног рачуна, већ само онај уплаћени износ намењен за куповину на Интернету. Из сличних разлога неке банке дају могућност својим клијентима да постављају лимите на износе Интернет трансакција, као и да поставе укупне дневне или месечне лимите. Оваква сигурносна политика је битна, јер у највећем броју случајева корисници картица нису осигурани у случају евентуалних злоупотреба, и углавном сносе сву штету која притом настане.

### Системи засновани на електронским чековима
Електронски и папирни чек садрже исте инфомације, базирани су на идентичним правним основама и користе се за исте намене, као што се чек и до сада користио. „E-check" је базиран на позитивним искуствима папирног чека, с тим што максимално унапређује брзину, сигурност и омогућава коришћење савремене технологије.
Систем електронског чека захтева да корисник добије од своје банке електронску чековну књижицу на одговарајућем хардверу попут CD-а, USB меморије, паметне картице или сл. Електронска чековна књижица садржи дигитални потпис корисника, као и јавни кључ банке издаваоца.

### Системи плаћања засновани на финансијском посредовању
На Интернету постоје сервиси који обављају функцију финансијских посредника приликом Интернет плаћања. Код оваквих сервиса и потрошачи и продавци морају да отворе Интернет налоге. Неки од ових сервиса, поред функције плаћања путем Интернета, омогућавају и трансфер новца између корисника. 
Отварање и коришћење потрошачких налога је углавном бесплатно, док се за евентуални пријем новца наплаћују одређене провизије. Потрошачи се региструју и отварају корисничке налоге, при чему се врши избор корисничког имена и лозинке. Затим дефинишу методе плаћања (помоћу платне картице или директно са банкарског рачуна) и валута у којој корисник жели да обавља плаћање. 
Корисници такође имају могућност предефинидања адресе за испоруку производа, тако да је након тога Интернет куповину могуће обавити „само једним кликом“. Пословни налози које отварају продавци се углавном плаћају, а цене услуга зависе од промета и броја трансакција које ће обављати на његовој Интернет страници. 
Најпознатији финансијски посредници који воде виртуелне рачуна са могућношћу депоновања и трансфера новца су:
- Pay Pal Payments Pro
- Amazon payments
- Google Pay

### Дигитални новчаници (Електронски новчаници или E-Wallet)
Електронски новчаници су апликације које представљају надградњу стандардних инструмената плаћања, као што су картице или трансфер преко банке. Заснивају се на налозима корисника који су отворени код провајдера електронског новчаника. Након уплате депозита, корисник може да купује на веб-сајтовима, тако што се улогује на свој електронски новчаник.
Дигитални новчаник поседује софтверску и компоненту података. Софтвер обезбеђује сигурност и енкрипцију везану за личне податке и актуелне трансакције. Компонента података садржи податке као што су адреса доставе, адреса рачуна, методе плаћања (број кредитне/дебитне картице, датум истека, сигурносни бројеви) и друге информације.
Најзначајнији провајдери електронског новчаника су Google (Google Pay), Apple (Apple Pay), Samsung (Samsung Pay), Alibaba (Alipay) и PayPal.

### Плаћање ваучерима
Спада у хибридна решења која се често креирају у складу с карактеристикама локалних тржишта. 
Једно од најуспешнијих решења у нашем окружењу је QVaucher. QVaucher је припејд систем плаћања преко Интернета који корисницима омогућава да плаћају производе и услуге без кредитинх картица и банковних рачуна. Подразумева да је корисник регистрован на сајту QVaucher.rs и да има уплаћена средства на QVaucher рачуну. Број мобилног телефона у оквиру неке од мобилних мрежа у Републици Србији потребан је као средство за идентификацију. 
Да би корисник потврдио извршење трансакције потребно је да укуца ПИН који добија путем СМС-а. Овај ПИН се састоји од шест цифара и различит је за сваку трансакцију. Када корисник успешно верификује трансакцију, средства се пребацују на рачун продавца, а корисник се преусмерава на веб-сајт продавца.

### Криптовалуте
У прошлости, покушај да се пронађе трговац који прихвата криптовалуте је било изузетно тешко, ако не и немогуће. Међутим, ових дана је ситуација сасвим другачија. Постоји пуно трговаца који прихватају криптовалуте као начин плаћања. Криптовалуте се могу користити за плаћање хотела, летова, хране, рачунарских делова, па чак и факултета.
Када своју дебитну/кредитну картицу дајете трговцу, дајете му приступ целој кредитној линији, чак и ако се трансакција ради за малу количину новца. Кредитним картицама трговина покреће уплату и повлачи одређени износ с рачуна. Криптовалуте вам омогућавају да пошаљете тачно оно што желите без икаквих додатних информација, јер је потребан само кључ. Стога нема трећих страна, кашњења с уплатама или плаћања накнада.
„BitCoin" (BTC) представља главну валуту, a на основу ње су засноване све остале криптовалуте. „Ethereum“ (ETH), „Litecoin“ (LTC) и „Ripple“ (XRP) су само неке од многобројних валута, а свака од њих има своју сврху и употребу.